# التهاب الحبل الصوتية
التهاب الحُبل الصوتية هو التهاب الأحبال الصوتية (الطيات الصوتية) عادةً نتيجةً لإساءة استعمال الصوت، ولكن في بعض الأحيان بسبب السرطان.
وتشكل عقيدات صغيرة بيضاء على واحد أو على كلا الحبلين الصوتين وفي الغالب على الثلث الأمامي عند اتصال الحبلين في الأشخاص الذين يستعملون أصواتهم بشكل مفرط كالمغنين. ويسمى هذا النوع بالتهاب الأحبال الصوتية الحبيبي